# Frederick Cook
Frederick Albert Cook (10. června 1865, Callicoon, New York — 5. srpna 1940, New Rochelle, New York) byl americký polárník. Podle vlastního neověřeného tvrzení roku 1908 jako první člověk v historii dobyl severní pól.
Pocházel z rodiny německých přistěhovalců, kteří si poangličtili jméno z Koch na Cook. Ve věku pěti let přišel o otce a musel si sám vydělávat na živobytí. V roce 1890 vystudoval medicínu na New York University. Zúčastnil se jako lékař Pearyho arktické expedice v roce 1891 a belgické expedice, kterou vedl Adrien de Gerlache a která jako první v roce 1898 přezimovala u Antarktidě. (Jako kormidelník se Gerlachovy výpravy účastnil i mladý Roald Amundsen.) Zkoumal zde možnosti adaptace lidského organismu na polární podmínky. Založil a krátce i vedl učenou společnost The Explorers Club. V roce 1906 oznámil, že jako první člověk vylezl na Denali (Mount McKinley), ale jeho tvrzení bylo později zpochybněno: Cookův společník Ed Barrill prohlásil, že vrcholová fotografie byla ve skutečnosti pořízena na nižším vrcholku Fake Peak.

## Expedice k severnímu pólu
V roce 1907 odjel do Grónska a v únoru následujícího roku vyrazil se dvěma domorodými průvodci z osady Annoatok k severnímu pólu. V září 1909 odeslal do redakce listu New York Herald depeši, podle níž dosáhl 22. dubna 1908 nejsevernějšího bodu na zeměkouli. Teprve o pět dní později se přihlásil se svým nárokem R. E. Peary.
21. prosince 1909 označila vědecká komise jmenovaná Kodaňskou univerzitou Cookovo tvrzení za neprůkazné. Ve vzpomínkách Cookových eskymáckých druhů se objevily rozpory, které vyvolávaly pochybnosti, zda skutečně mohla expedice dojít v poměrně krátkém čase až na pól. Cook zdůvodnil roční zpoždění svého hlášení tím, že se vracel přes Kanadské arktické souostroví a přezimoval na ostrově Devon.
V kampani proti Cookovi se připomínal jeho údajný podvod na Denali i tvrzení, že slovník yaghanštiny, který Cook sestavil při svém pobytu na Ohňové zemi, ukradl skutečnému autorovi, jímž byl misionář Thomas Bridges. Cook také tvrdil, že na své cestě objevil dva velké ostrovy ležící severně od Ellesmerova ostrova, které pojmenoval podle sponzorů své výpravy Bradleyho země a Crockerova země. Pozdější pátrání však existenci těchto ostrovů vyloučila. Naproti tomu Cookův objev Meighenova ostrova je dosud uznáván. Zastáncem Cooka byl Farley Mowat, který pokládal skromného idealistu a solitéra Cooka za oběť intrik Pearyho, tvrdého byznysmena s dobrými kontakty na politické i mediální elity. Také ruský polární badatel Alexej Trjošnikov na základě svých výzkumů označil Cookovo tvrzení za hodnověrnější než Pearyho.
Ve dvacátých letech se Frederick Cook pokusil podnikat v ropném průmyslu, byl však obviněn ze zpronevěry a strávil pět let ve vězení.